# Gojira 2000 - Millennium
Gojira 2000 - Millennium (ゴジラ2000 ミレニアム?, Gojira ni-sen - Mireniamu) è un film del 1999 diretto da Takao Okawara.
Si tratta del ventitreesimo film dedicato al Re dei Mostri, e si ricollega direttamente al primo film della serie, ignorando le pellicole intermedie. Questo film dà il via all'ultimo periodo di Godzilla, detto Millennium.
In Italia è inedito.

## Trama
All'alba del terzo millennio, dopo quasi cinquant'anni dalla prima apparizione (1954), Godzilla, con un look rinnovato più terrificante e realistico e l'alito atomico passato dal blu al rosso, torna a devastare il Giappone.
Intanto nel fondo dell'oceano viene ritrovata una roccia aliena vecchia quanto i dinosauri, che, portata in superficie, si rivelerà una specie di UFO della razza extraterrestre dei Millenian, che attaccherà Godzilla. Nonostante lo svantaggio iniziale, Godzilla sconfigge i nemici. Le ceneri degli alieni si fondono con le cellule del mostro atomico e muterà in una gigantesca creatura di nome Orga, che ingaggerà battaglia con Godzilla.
Il Re dei Mostri verrà mortalmente colpito e poi Orga tenterà di ingoiarlo come un Serpente ma Godzilla con una potente ondata nucleare fa esplodere il nemico e potrà finalmente ruggire su Tokyo in fiamme.